# Scottish National Party
Die Scottish National Party (schottisch-gälisch Pàrtaidh Nàiseanta na h-Alba, Scots Scottis Naitional Pairtie, deutsch Schottische Nationalpartei, Abkürzung SNP) ist eine sezessionistische, linksliberale Partei in Schottland. Die SNP ist die größte Partei Schottlands. Sie hatte von 2011 bis 2016 eine absolute Mehrheit im schottischen Parlament und bildet seitdem eine Minderheitsregierung unter Tolerierung der Scottish Green Party.
Bis zu einer Änderung des Parteispendengesetzes in den frühen 2000er Jahren gehörte der im Ausland ansässige Schauspieler Sean Connery († 2020) zu den größten finanziellen Förderern dieser Partei.

## Geschichte und Gegenwart

### Anfänge
Die SNP entstand am 7. April 1934 bei einem Gründungstreffen in Glasgow durch Fusion zweier schottischer Kleinparteien, der „National Party of Scotland“ (NPS) und der „Scottish Party“. Die Scottish Party unter ihrem damaligen Vorsitzenden, dem Duke of Montrose, war konservativ ausgerichtet, und die 1928 von John MacCormick gegründete NPS gehörte dem zentristisch-linken Spektrum an. Die neue Partei war daher sehr heterogen und anfänglich von inneren Spannungen geprägt.
Den ersten Parlamentssitz gewann die Partei am 14. April 1945 bei einer Nachwahl im Wahlkreis Motherwell, doch der gewählte Kandidat Robert McIntyre weigerte sich aus Prinzip, das Mandat zu übernehmen. Der Sitz ging dann drei Monate später wieder verloren. Der nächste Erfolg war der Sieg der SNP-Kandidatin Winnie Ewing bei der Nachwahl im schottischen Wahlkreis Hamilton am 2. November 1967.

### 1970er und 1980er Jahre
Ihren ersten Höhepunkt erreichte die SNP in den 1970ern: Unter dem Slogan It’s Scotland’s oil beanspruchte sie das neu gefundene Nordseeöl für Schottland – das Land könnte sich laut der SNP von einem subventionsabhängigen Gebiet zu einem der reichsten Länder Europas entwickeln. Der Slogan war äußerst erfolgreich: Der Stimmenanteil der SNP vervielfachte sich in den Folgejahren. Bei der Unterhauswahl im Oktober 1974 erhielt sie mit über 800.000 Stimmen über ein Drittel aller schottischen Stimmen und konnte elf Parlamentarier nach London entsenden. 1973 war das Vereinigte Königreich der Europäischen Wirtschaftsgemeinschaft (EWG) beigetreten. Die Haltung der SNP gegenüber der EWG-Mitgliedschaft war zunächst stark ablehnend und sowohl 1972, als auch vor dem EWG-Mitgliedschaftsreferendum 1975 sprach sich die Partei gegen die EWG-Mitgliedschaft aus. Das Ziel der Partei war eine Unabhängigkeit Schottlands unter der britischen Krone und im Commonwealth, aber außerhalb der EWG. Die EWG wurde als zentralistische, bürokratische und undemokratische Organisation gesehen, die durch Machtpolitik geprägt war und die die kulturellen Eigenheiten der Regionen einzuebnen trachtete. Die wirtschaftliche Integration Europas wurde als Prozess betrachtet, der überwiegend den kapitalistischen Interessen Südenglands diente und Schottland auch im Bereich der Fischerei- und Agrarpolitik Schaden zufügte.
Als Reaktion auf den SNP-Wahlerfolg 1974 startete die Labour-Regierung unter James Callaghan ein Projekt zur Devolution des Vereinigten Königreichs, das die Einrichtung von regionalen Parlamenten in Schottland und in Wales vorsah. Die Reaktionen in der SNP darauf waren geteilt. Fundamentalisten innerhalb der Partei lehnten das Vorhaben ab, da sie befürchteten, dass mit der Einrichtung einer regionalen Autonomie das Ziel der vollständigen Unabhängigkeit aufgegeben würde. Letztlich unterstützte die Partei aber in der Kampagne vor dem Referendum in Schottland 1979 das Projekt. Das Referendum scheiterte jedoch, weil zwar eine Mehrheit der Wähler für die Einrichtung eines Regionalparlaments stimmten, aber die Wahlbeteiligung zu gering war.
In diesen Jahren war der ideologische Standpunkt der SNP noch nicht gefestigt. Politischer und ideologischer Hauptgegner im immer noch stark von einer Industriearbeiterschaft geprägten Schottland war die Labour Party. Innerhalb der SNP formierte sich Ende der 1970er Jahre die 79 Group, die die Partei weiter links außen als sozialistische Partei platzieren wollte. Zu den Vertretern der 79 Group gehörte auch der spätere First Minister und SNP-Vorsitzende Alex Salmond. Als parteiinterne Gegenströmung wurde unter der Führung von Winnie Ewing die Campaign for Nationalism in Scotland gegründet, deren Hauptziel die Unabhängigkeit Schottlands war, unabhängig von traditionellen ideologischen Rechts/links-Schemata. Nach der Wahl von Gordon Wilson zum Parteiführer der SNP 1982 lösten sich diese parteiinternen Fraktionen auf Druck von oben wieder weitgehend auf. Der Misserfolg beim Referendum 1979 und der anschließende deutliche Stimmenverlust bei den folgenden Unterhauswahlen führten zu einem internen Transformationsprozess. Die europäischen Institutionen und ihr Effekt auf Schottland wurden vor dem Hintergrund einer sich entwickelnden europäischen Sozial- und Regionalpolitik zunehmend positiver bewertet. Die Auseinandersetzungen der konservativen Regierung unter Margaret Thatcher mit den europäischen Partnern führten dazu, dass die SNP letztere zunehmend als Verbündete ansah. Europa wurde als föderative Assoziation unabhängiger Staaten gesehen, im Gegensatz zum zentralistischen Vereinigten Königreich. Führende Parteifunktionäre wie Gordon Wilson und Winnie Ewing gaben ihre frühere europakritische Haltung auf und der Slogan der Partei lautete nunmehr „Independence in Europe“ („Unabhängigkeit innerhalb Europas“). Die SNP wandelte sich von einer euroskeptischen zu einer proeuropäischen Partei.

### SNP in neuerer Zeit
Eine der Hauptforderungen der SNP neben der Unabhängigkeit Schottlands war auch die Wiedereinführung des Schottischen Parlaments. Diese Forderung wurde unter der 1997 ins Amt gekommenen Labour-Regierung unter Tony Blair 1999 erfüllt. In den zwei Jahrzehnten danach stieg die SNP zur stimmenstärksten Partei in Schottland auf und löste die Labour Party als stärkste Partei in Schottland ab. Ab der schottischen Parlamentswahl 2007 stellte die SNP die Regionalregierung in Schottland, zunächst als Minderheitsregierung und seit der Wahl 2011 mit absoluter Mandatsmehrheit. Von 2007 bis 2014 bekleidete Alex Salmond das Amt des Regierungschefs (First Minister) in Schottland. Nachdem das Referendum über die Unabhängigkeit Schottlands 2014 nicht die erhoffte Mehrheit für die Unabhängigkeit erbracht hatte, trat Salmond von seinem Regierungsamt und seinem Amt als Parteivorsitzender zurück. Nachfolgerin in beiden Ämtern wurde Nicola Sturgeon.

### Untersuchung eines vermuteten Finanzskandals
Im Rahmen eines vermuteten Skandals um die Finanzierung und die Finanzen der Partei wurde Anfang April 2023 sowohl die Geschäftsstelle in Edinburgh als auch das Privathaus des kurz zuvor zurückgetretenen Geschäftsführers Peter Murell, Ehemann der ebenfalls kurz zuvor zurückgetretenen First Minister Nicola Sturgeon, durchsucht. Murell wurde zur polizeilichen Einvernahme kurzzeitig in Haft genommen. Am 8. April 2023 erklärte der Ehrenvorsitzende (President) der SNP, Michael Russell, die Partei befände sich in der tiefsten Krise seit 50 Jahren.
Am 18. April 2023 wurde der seit 2004 amtierende Schatzmeister (treasurer) der Partei, Colin Beattie, zur polizeilichen Einvernahme festgenommen und am Abend ohne Anklageerhebung freigelassen. Beattie trat als Schatzmeister zurück. Als sein Nachfolger wurde am 22. April 2023 Stuart McDonald, Abgeordneter im britischen Unterhaus, nominiert.

## Programmatik
Die SNP vertritt keinen ethnisch fundierten Nationalismus, sondern ein kommunitaristisches Konzept des inclusive nationalism, das auf Identifikation mit Schottland, seiner Kultur und demokratischen Werten bei gleichzeitiger Offenheit für alle, die in Schottland leben und arbeiten möchten, setzt. So wurde bei der schottischen Parlamentswahl 2007 mit Bashir Ahmad auf der SNP-Liste Glasgow zum ersten Mal ein Abgeordneter mit Einwanderungshintergrund ins schottische Parlament gewählt.
Das Programm der SNP enthält weitreichende ökologische Forderungen, so den Ausstieg aus der Kernenergie und den konsequenten Einstieg in erneuerbare Energien, namentlich Wind- und Gezeitenkraftwerke. Abgelehnt wird der von London forcierte Bau neuer Kernkraftwerke sowie die aktuelle Konzeption der Atommüllendlagerung in Schottland. Die Partei strebt eine jährliche CO2-Reduzierung um 3 Prozent an, was 70 Prozent bis 2050 entspricht. Ein entsprechendes Klimaschutzgesetz wurde vom schottischen Parlament beschlossen (Climate Change (Scotland) Act 2008).
Ihre umweltpolitischen Ziele bündelt die SNP in einem Ministerium für Finanzen und Nachhaltiges Wachstum und hat somit Fragen von Wirtschaft, Finanzen und Umweltschutz ein und demselben Regierungsmitglied unterstellt. Fragen des Naturschutzes und der Landwirtschaft im Übrigen sind einem Ministerium für Ländlichen Raum und Umwelt zugeordnet, das vor allem die Ausweitung und Betreuung geschützter Gebiete und eine ökologischer ausgerichtete Landwirtschaft forcieren soll. Die SNP will Anbau und Handel mit biologisch angebauten Produkten (organic sector) stärken.
Die SNP stand dem Krieg im Irak, an dem auch Großbritannien beteiligt war, ablehnend gegenüber und fordert einen Truppenabzug. Die SNP-Regierung hat den Entwicklungshilfe-Etat verdoppelt und vertritt eine multilateral ausgerichtete Außenpolitik. Sie verlangt das Ende der Stationierung der „Trident-Nuklearraketen“ im schottischen Faslane.
Die SNP strebt ferner die Abschaffung der Unternehmenssteuer für Kleinunternehmen an. Sie fordert die Abschaffung der derzeitigen Council Tax, die sie durch eine einkommensabhängige Steuer (Local Income Tax) ersetzen möchte. Von dieser Steuer ist angespartes Vermögen ausgenommen, sie orientiert sich ausschließlich am Einkommen, was vor allem Rentnern zugutekommen soll.
Die SNP hat die Studiengebühren an schottischen Universitäten, die bisher nach Abschluss des Erststudiums gezahlt wurden (graduate endowment), abgeschafft. Sie tritt für eine Ausweitung der Vergabe von Stipendien ein. Im Bereich der Gesundheitsversorgung betreibt die SNP eine Politik für mehr Vorsorge und hat die Verschreibungsgebühren (prescription charges) abgeschafft. Die SNP stellt sich gegen eine mögliche Privatisierung des staatlichen Gesundheitssystems (National Health Service).

## Europa
Die SNP ist Mitglied der Europäischen Freien Allianz und im Europäischen Parlament war sie bis zum EU-Austritt des Vereinigten Königreichs mit drei Abgeordneten vertreten, die der Die Grünen/Europäische Freie Allianz-Fraktion (G/EFA) angehörten. Die SNP versteht sich als proeuropäisch und möchte im Falle einer Unabhängigkeit Schottlands vorzugsweise das britische Pfund als gemeinsame Währung mit dem Königreich behalten, lehnt aber auch eine eventuelle spätere Einführung des Euro nicht kategorisch ab.

## Schottische Regierung

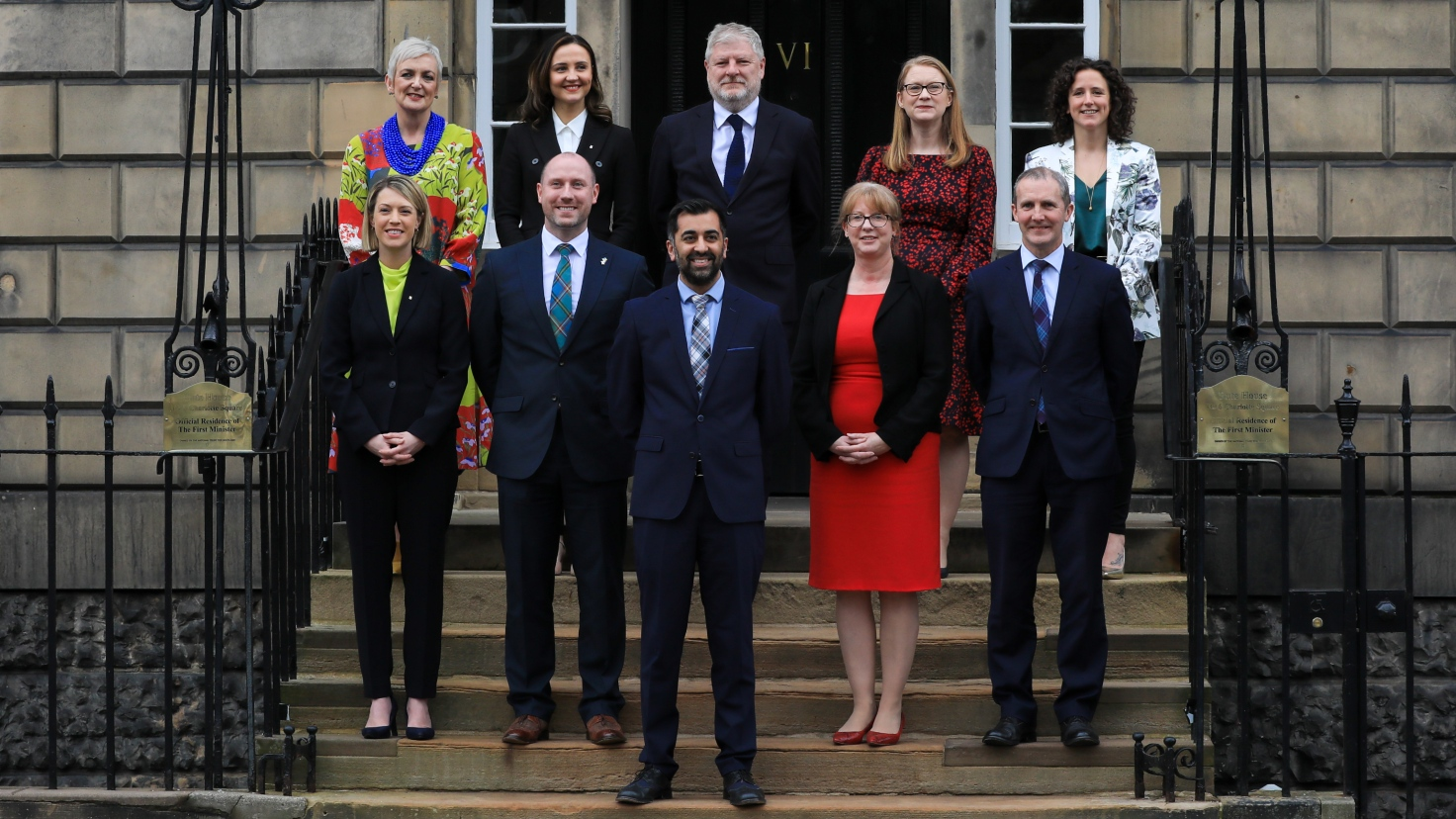
SNP-geführtes Kabinett Schottlands, April 2023

Am 16. Mai 2007 wurde Alex Salmond zum schottischen Ministerpräsidenten („Erster Minister“) gewählt. Er übernahm das Amt von Jack McConnell, der der Labour Party angehört. Salmond führte eine Minderheitsregierung an, nachdem die Liberalen keine Koalition mit der SNP gebildet hatten. Zusammen mit den 2 Sitzen der Scottish Green Party konnte sich die SNP auf 49 von 129 Stimmen stützen.
Bei der schottischen Parlamentswahl 2011 erreichte die SNP mit 69 von 129 Sitzen die absolute Mehrheit im Parlament. Das im Wahlkampf angekündigte Referendum über die Unabhängigkeit Schottlands fand am 18. September 2014 statt, in welchem sich die Schotten gegen eine Abspaltung vom Vereinigten Königreich aussprachen. Daraufhin kündigte Alex Salmond seinen Rückzug als First Minister von Schottland und Parteivorsitzender der SNP für November 2014 an. Seine Nachfolgerin wurde die bisherige Stellvertreterin Nicola Sturgeon.
Trotz des Verlusts der absoluten Mehrheit bei der Parlamentswahl in Schottland 2016, bei der sie 62 von 128 Sitzen gewann, konnte die SNP mit dem Kabinett Sturgeon II eine Minderheitsregierung bilden, geduldet von den Grünen. Dem Kabinett Sturgeon III gehörten ab 2021 zwei Grüne als Junior-Minister an, obwohl eine Koalition nicht formalisiert wurde. Nach Sturgeons Rücktritt im März 2023 führte ihr Nachfolger Humza Yousaf diese Zusammenarbeit fort. Dieser wiederum wurde im Mai 2024 von John Swinney abgelöst.

## Vorsitzende
- 1934–1936 Alexander MacEwan
- 1936–1940 Andrew Dewar Gibb
- 1940–1942 William Power
- 1942–1945 Douglas Young
- 1945–1947 Bruce Watson
- 1947–1956 Robert McIntyre
- 1956–1960 James Halliday
- 1960–1969 Arthur Donaldson
- 1969–1979 William Wolfe
- 1979–1990 Gordon Wilson
- 1990–2000 Alex Salmond
- 2000–2004 John Swinney
- 2004–2014 Alex Salmond
- 2014–2023 Nicola Sturgeon
- 2023–2024 Humza Yousaf
- ab 2024 John Swinney

### Wahl des Vorsitzenden 2023
Nachdem Nicola Sturgeon ihren Rücktritt erklärt hatte, stimmten die SNP-Parteimitglieder in einer Urwahl zwischen dem 13. und 27. März 2023 über ihre Nachfolge ab. Es kandidierten Ash Regan, Kate Forbes und Humza Yousaf. An der Wahl beteiligten sich 50.494 der 72.169 Parteimitglieder (70 %).
| Kandidat(in) | Stimmen 1. Präferenz | mit Stimmen 2. Präferenz |
| ------------ | -------------------- | ------------------------ |
| Humza Yousaf | 24.336 (48,2 %)      | 26.032 (52,1 %)          |
| Kate Forbes  | 20.559 (40,7 %)      | 23.890 (47,9 %)          |
| Ash Regan    | 05.599 (11,1 %)      | –                        |

Das Ergebnis wurde am 27. März 2023 bekanntgegeben.

## Wahlergebnisse
Prozentergebnisse und Gesamtsitze beziehen sich auf Schottland. Unterhauswahlen erfolgten durchgehend nach Mehrheitswahlrecht, Wahlen zum schottischen Parlament nach einem Mixed-Member Proportionalsystem und ab 1999 auch Wahlen zum Europaparlament nach Verhältniswahlrecht.
| Jahr | Wahl                              | Stimmenanteil | Sitze  |
| ---- | --------------------------------- | ------------- | ------ |
| 1935 | Unterhauswahl 1935                | 01,1 %        | 0/72   |
| 1945 | Unterhauswahl 1945                | 01,2 %        | 0/72   |
| 1950 | Unterhauswahl 1950                | 00,4 %        | 0/72   |
| 1951 | Unterhauswahl 1951                | 00,3 %        | 0/72   |
| 1955 | Unterhauswahl 1955                | 00,5 %        | 0/72   |
| 1959 | Unterhauswahl 1959                | 00,5 %        | 0/72   |
| 1964 | Unterhauswahl 1964                | 02,4 %        | 0/72   |
| 1966 | Unterhauswahl 1966                | 05,0 %        | 0/72   |
| 1970 | Unterhauswahl 1970                | 11,4 %        | 1/72   |
| 1974 | Unterhauswahl Feb. 1974           | 21,9 %        | 7/72   |
| 1974 | Unterhauswahl Okt. 1974           | 30,4 %        | 11/72  |
| 1979 | Unterhauswahl 1979                | 17,3 %        | 2/72   |
| 1979 | Europawahl 1979                   | 19,4 %        | 1/8    |
| 1983 | Unterhauswahl 1983                | 11,7 %        | 2/72   |
| 1984 | Europawahl 1984                   | 17,9 %        | 1/8    |
| 1987 | Unterhauswahl 1987                | 14,0 %        | 3/72   |
| 1989 | Europawahl 1989                   | 25,6 %        | 1/8    |
| 1992 | Unterhauswahl 1992                | 21,5 %        | 3/72   |
| 1994 | Europawahl 1994                   | 32,6 %        | 2/8    |
| 1997 | Unterhauswahl 1997                | 22,1 %        | 6/72   |
| 1999 | Parlamentswahl in Schottland 1999 | 28,7 %        | 35/129 |
| 1999 | Europawahl 1999                   | 27,2 %        | 2/8    |
| 2001 | Unterhauswahl 2001                | 20,1 %        | 5/72   |
| 2003 | Parlamentswahl in Schottland 2003 | 23,8 %        | 27/129 |
| 2004 | Europawahl 2004                   | 19,7 %        | 2/7    |
| 2005 | Unterhauswahl 2005                | 17,7 %        | 6/59   |
| 2007 | Parlamentswahl in Schottland 2007 | 31,0 %        | 47/129 |
| 2009 | Europawahl 2009                   | 29,1 %        | 2/6    |
| 2010 | Unterhauswahl 2010                | 19,9 %        | 6/59   |
| 2011 | Parlamentswahl in Schottland 2011 | 45,4 %        | 69/129 |
| 2014 | Europawahl 2014                   | 29,6 %        | 2/6    |
| 2015 | Unterhauswahl 2015                | 50,0 %        | 56/59  |
| 2016 | Parlamentswahl in Schottland 2016 | 41,7 %        | 63/129 |
| 2017 | Unterhauswahl 2017                | 36,9 %        | 35/59  |
| 2019 | Europawahl 2019                   | 37,8 %        | 3/6    |
| 2019 | Unterhauswahl 2019                | 45,0 %        | 48/59  |
| 2021 | Parlamentswahl in Schottland 2021 | 40,3 %        | 64/129 |
| 2024 | Unterhauswahl 2024                | 30,0 %        | 9/57   |